# Alceu Amoroso Lima
Alceu Amoroso Lima, noto con lo pseudonimo di Tristão de Athayde, (Rio de Janeiro, 11 dicembre 1893 – Petrópolis, 14 agosto 1983), è stato un critico letterario, scrittore e giornalista brasiliano.

## Biografia

### Nascita e studi

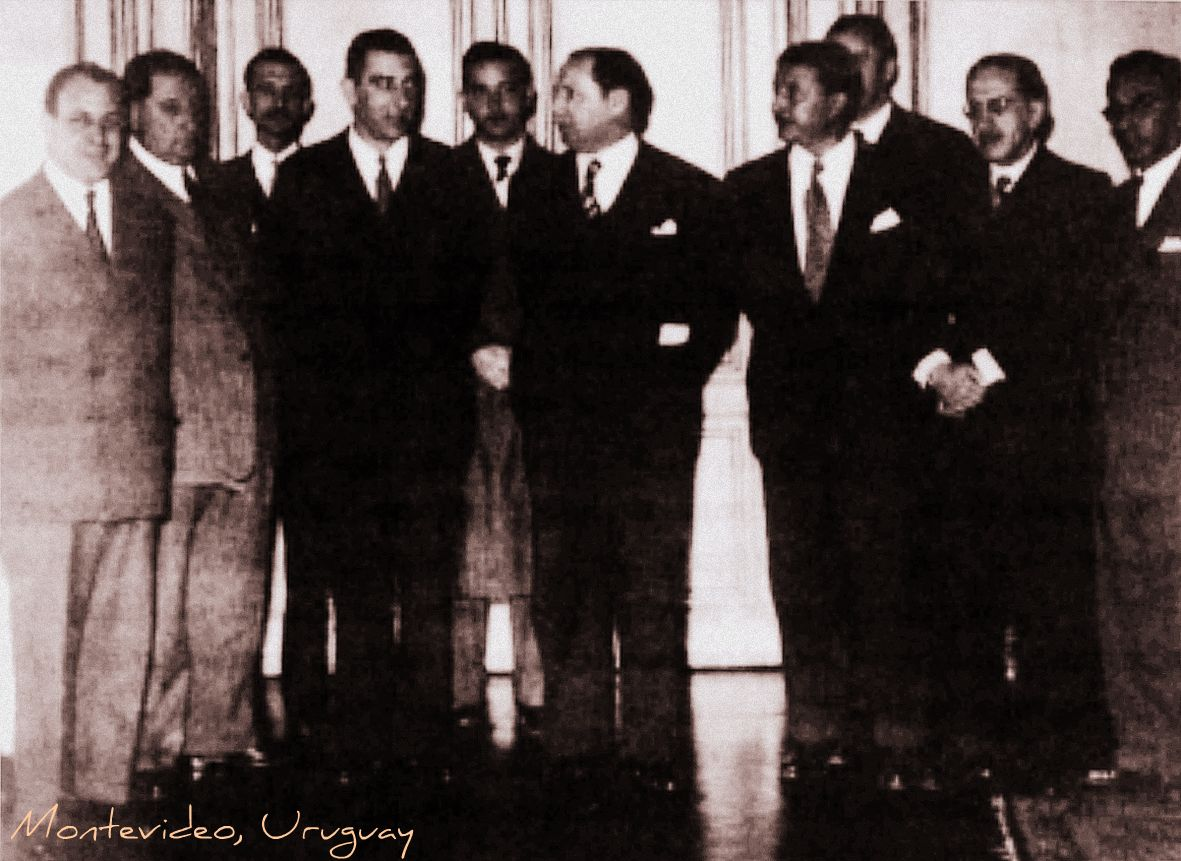
Membri fondatori dell'Organizzazione Cristiano Democratica d'America, nel 1947

Alceu Amoroso Lima è figlio di Manuel José de Amoroso Lima e di Camila da Silva Amoroso Lima. Suo padre, commerciante e industriale, è stato un grande appassionato della musica, e fondò insieme a Machado de Assis, il Beethoven Club.
La carriera scolastica di Lima si effettuò dapprima privatamente, sotto la guida del professor John Kopke, fondatore della Escola Nova in Brasile,  frequentando la secondaria al Colegio Pedro II, diplomandosi nel 1908.
L'anno seguente si iscrisse alla facoltà di Giurisprudenza e Scienze sociali di Rio de Janeiro, e nel 1911, incominciò a lavorare in studi legali. In quegli stessi anni diresse la rivista A Época, pubblicando i suoi primi racconti e commenti legali.
Durante questa fase della sua vita, Lima studiò approfondì il pensiero di Benedetto Croce, di Henri Bergson e l'hegelismo.
Dopo la laurea, nel 1913, viaggiò in Europa, dove incontrò lo scrittore José Pereira da Graça Aranha, frequentò numerosi corsi alla Sorbona e al Collège de France di Parigi.

### Legale, diplomatico, critico letterario: la conversione
Rientrato in patria, Lima ricominciò a lavorare nel 1914 negli studi legali, prima di iniziare la carriera diplomatica, diventando addetto al Ministero degli Esteri, oltre ad assumere la direzione legale di una fabbrica della sua famiglia.
Nel 1919 fu contattato dal quotidiano O Jornal per scrivere critica letteraria utilizzando lo pseudonimo di Tristão de Athayde.
Entrò a far parte del modernismo nel 1922 e fu responsabile di importanti studi sui principali poeti del movimento.
Tuttavia, nel 1924, insoddisfatto del suo atteggiamento esistenziale, Lima sospese la sua collaborazione di critica letteraria e incominciò un rapporto epistolare con Jackson de Figueiredo, leader cattolico noto per il suo Centro Dom Vital di Rio de Janeiro e per
la difesa del presidente del Brasile Artur da Silva Bernardes e dei principi conservatori; Lima si avvicinò alle opere dei pensatori cattolici Jacques Maritain e Gilbert Keith Chesterton, dalle quali ricevette una profonda influenza, diventando così un leader del rinnovamento cattolico in Brasile.
Nel 1928 Lima si convertì al cattolicesimoe dopo la morte di Jackson de Figueiredo, continuò la sua opera nel Centro Dom Vital, dirigendo la rivista A Ordem, assumendo la direzione dell'associazione cattolica Coligação Católica Brasileira, pubblicando nel 1931 Reivindicações católicas, uno studio sull'impegno religioso, sociale e politico.

### Liga, accademia, Concilio Vaticano II
L'anno seguente fondò una formazione elettorale apartitica che operava assieme e al di sopra dei partiti politici: la Liga Eleitoral Católica (LEC), di cui Lima divenne segretario generale, con lo scopo di difendere i punti di vista della Chiesa. Inoltre iniziò ad insegnare, esordendo come professore di sociologia e di dottrina sociale della Chiesa presso l'Instituto Católico de Estudos Superiores, e poco dopo diventò membro dell'Accademia delle lettere brasiliana.Partecipò alla creazione del movimento democratico cristiano in America Latina.
Nel 1941 ottenne la carica di professore di letteratura brasiliana presso la Faculdade Nacional de Filosofia (UB), oltre che
la nomina di presidente della letteratura brasiliana presso la Pontificia Università Cattolica (PUC) a Rio de Janeiro.
Con i cambiamenti della Chiesa cattolica degli anni sessanta, Lima aggiunse al pensiero di Maritain l'influenza delle nuove tendenze cattoliche di Pierre Teilhard de Chardin, aderendo ai contenuti dell'enciclica Mater et Magistra (1961) e Pacem in Terris (1963), partecipando al Concilio Vaticano II e sostenendo la libertà di pensiero anche durante i regimi militari.
Nel 1965 Lima fu candidato a ricevere il Premio Nobel per la letteratura.
Nel 1967 fu nominato da Papa Paolo VI, membro della Commissione Giustizia e Pace di Roma, e divenne un membro associato straniero dell'Accademia delle scienze morali e politiche di Parigi.
Lima morì a Petrópolis il 14 agosto 1983.
Lima era sposato con Maria Teresa Faria, figlia dello scrittore accademico Alberto de Faria, con la quale ebbe sette figli.

### Saggi, trattati, critica e storiografia
La sua ricca opera, compresa in trentacinque volumi, è dedicata alla critica e storiografia letteraria, ai problemi religiosi, all'interpretazione sociale, ai problemi giuridici ed economici, psicologici, pedagogici.
Fra le opere di critica letteraria possiamo menzionare i Primerios Estudios, pubblicati dal 1919 al 1926, che rappresentano una collezione di descrizioni di fenomeni artistici e letterari di quegli anni. Negli anni seguenti, dal 1927 al 1933, diede alle stampe Estusios, invece dal 1944 al 1945 Novos Estudios.
Lima realizzò saggi acuti e profondi su Alfonso Arinos (1923), Machado de Assis (1941) e alla Poesia brasileira contemporânea (1942).
I problemi principali della critica letteraria sono presenti in A Estética litéraria e o critico literário (1955), mentre un importante studio per risolvere la questione della periodizzazione della storia letteraria brasiliana risulta in Introdução a litératura brasileira (1936) e nel Quadro sintetico de literatura brasileira (1956).

## Opere principali
- Estudos — Segunda série (1927);
- Política (1932);
- Idade, sexo e tempo (1938);
- Elementos de ação católica (1938);
- Mitos de nosso tempo (1943, 2a. ed., 1956, archive.org);
- O problema do trabalho (1946);
- O existencialismo (1951, 2a. ed., 1956, archive.org);
- Meditações sobre o mundo interior (1953);
- O gigantismo econômico (1962);
- Revolução, reação ou reforma? (1964, 2ª ed., 1999, archive.org);
- O humanismo ameaçado (1965);
- Memórias improvisadas (1973), dialogo con il giornalista Cláudio Medeiros Lima;
- Os direitos do homem e o homem sem direitos (1975);
- Revolução suicida (1977);
- Tudo é mistério (1983).